# Bud Tingelstad
Bud Tingelstad (Frazee, Minnesota, 4 april 1928 - Indianapolis, Indiana, 30 juli 1981) was een Amerikaans autocoureur. Hij nam tussen 1960 en 1971 10 maal deel aan de Indianapolis 500, waarvan 1 hiervan, de editie van 1960, tot het wereldkampioenschap Formule 1 behoorde. Hierin scoorde hij geen punten. Hij overleed aan een hartaanval.